# Giorgio Achterberg
Giorgio Achterberg (Den Haag, 1 februari 1990) is een Nederlands voormalig voetballer die als middenvelder speelde. Hij kwam onder andere uit voor ADO Den Haag en FC Dordrecht.

## Carrière
In de jeugd speelde Achterberg voor VCS, AFC Ajax (1998/99) en ADO Den Haag (vanaf 1999). Hij speelde tussen 2010 en 2012 voor ADO Den Haag en maakte zijn eredivisiedebuut in het seizoen 2010-2011 uit tegen VVV-Venlo. 
Begin 2012 werd Achterberg verhuurd aan FC Dordrecht, dat uitkwam in de Jupiler League. Hij debuteerde in de eerste speelronde tegen FC Volendam (0-0). Hij kwam in de 79e minuut in de ploeg voor Shayron Curiel. Hij speelde in totaal 13 wedstrijden voor FC Dordrecht.
Na de verhuurperiode bij FC Dordrecht zou Achterberg geen profvoetbal meer spelen. Hij verkaste naar SVV Scheveningen. Tussen 2014 en 2016 speelde hij voor Haaglandia. Het seizoen 2016/17 speelde hij voor VV Katwijk en hij sloot zijn carrière af bij RKAVV.

## Statistieken
| Seizoen | Club           | Competitie     | Competitie | Competitie | Beker | Beker | Overig | Overig | Totaal | Totaal |
| Seizoen | Club           | Competitie     | Wed.       | Dlp.       | Wed.  | Dlp.  | Dlp.   | Dlp.   | Wed.   | Dlp.   |
| ------- | -------------- | -------------- | ---------- | ---------- | ----- | ----- | ------ | ------ | ------ | ------ |
| 2010/11 | ADO Den Haag   | Eredivisie     | 2          | 0          | 0     | 0     | 0      | 0      | 2      | 0      |
| 2011/12 | → FC Dordrecht | Eerste divisie | 12         | 0          | 1     | 0     | 0      | 0      | 13     | 0      |
| Totaal  | Totaal         | Totaal         | 14         | 0          | 1     | 0     | 0      | 0      | 15     | 0      |

Bijgewerkt tot afsluiting carrière.